# Peter August Böckstiegel
Peter August Böckstiegel (født 7. april 1889 i Arrode, i dag Werther i Westfalen; død 22. marts 1951 samme sted) var en tysk maler, grafiker og billedhugger, repræsentant for den westfalske ekspressionisme.
Efter den almindelige skolegang kom Böckstiegel 1903 i malerlære i Bielefeld (Maler- und Glaserlehre). Han deltog i en 'Maler- und Lithografenklasse' og stiftede ved udstillinger blandt andet bekendtskab med værker af Vincent van Gogh og med den tyske expressionisme.
Efter under 1. verdenskrig at have tjent som 'Landsturmman' i Schlesien og Rusland engagerede Böckstiegel sig i bevægelsen "Dresdner Sezession Gruppe 1919" (de)
De første skulpturarbejder udførte han i 1929, og efter nazisternes Machtergreifung i 1933 blev et af hans malerier fra 1919 "Bauernkind mit Äpfeln" fjernet fra 'Gemäldegalerie Dresden'. I 1937 blev mange af hans arbejder (91) erklæret Entartete Kunst og fjernet fra samlinger.
Ved bombningen af Dresden i 1945 blev hans atelier ødelagt, og han flyttede for en periode tilbage til Arrode/Werther i Westfalen, hvor han blev den første formand for "Westfälische Sezession 1945" og deltog i genoplivningen af moderne kunst i Westfalen.
Tilbage i Dresden 1949 fik han et æresatelier ved "Dresdner Akademie" og 1950 en soloudstilling ved 'Staatlichen Kunstsammlungen Dresden'.
2018 blev 'Museum Peter August Böckstiegel' indviet i Werther-Arrode.
| - Portrætter - Selvportræt, 1913 - Maleren Conrad Felixmüller, 1914 (de) - Moderen 1915 - Hanna og Sonja, hans kone og datter, 1920 - Selvportræt, 1924 - Selvportræt med familien, ca. 1924 - Hanna Böckstiegel, 1927 - 'Mine forældre', 1929 |

| - Billeder og skulpturer ved 'Böckstiegel-Haus', hans fødehjem - Böckstiegel forsynede den røde facade med en mosaik, der viser hans naboer. - Mosaik ved indgangen - Moderen - Moderen - Faderen |

| - Andre værker af Peter August Böckstiegel - Westfalisk landsby om sommeren, 1912 - Møllen i Deppendorf, 1912 - Landskab II, 1913 - Afgang til krig, 1914 - Afsked, 1915 - Stilleben med blomster og pikkelhue, 1915 - Forår i Cossebaude, 1920 - 'Ordet', 1920 - Landskab med køer, 1921 - Landsbygade, 1939 - Gårde i Westfalen, 1940 - Høhøst, 1943 - 'Smerte', træsnit, (år?) |